# Pohrebî, Drabiv
Pohrebî (în ucraineană Погреби) este localitatea de reședință a comunei Pohrebî din raionul Drabiv, regiunea Cerkasî, Ucraina.

## Demografie
Componența lingvistică a localității Pohrebî
     Ucraineană (99,35%)
     Alte limbi (0,65%)
Conform recensământului din 2001, majoritatea populației localității Pohrebî era vorbitoare de ucraineană (99,35%), existând în minoritate și vorbitori de alte limbi.